# Web Standards Project
Web Standards Project (w skrócie WaSP) – organizacja powołana do życia w 1998 roku przede wszystkim w celu zachęcania producentów przeglądarek internetowych do pełnej i poprawnej implementacji standardów i rekomendacji W3C. WaSP utrzymuje, że przyjęcie tych standardów przez wszystkich producentów zredukuje pracochłonność i koszty opracowywania aplikacji webowych o co najmniej 25%.
Pomimo istnienia rekomendacji W3C niemal od początku istnienia przeglądarek internetowych zarówno Internet Explorer, jak i Netscape Navigator promowały własne, niestandardowe rozszerzenia, a także odmiennie implementowały istniejące rekomendacje. To powodowało, że twórcy stron musieli tworzyć oddzielne wersje witryn internetowych dla każdej z przeglądarek, a potem aktualizować je w zgodzie ze zmianami w przeglądarkach.

## Pola aktywności
WaSP stara się wypełniać swoją misję na paru płaszczyznach.
Główny cel realizowany jest między innymi poprzez tworzenie kolejnych wersji testów dla przeglądarek (Acid2, Acid3). Testy te badają zgodność z wybranymi standardami (głównie DOM, CSS i ECMAScript) w sposób łatwy do zaobserwowania przez przeciętnych użytkowników (obrazek, pojedynczy wynik liczbowy).
Członkowie grupy WaSP, podzieleni na zespoły, współpracują także bezpośrednio z twórcami przeglądarek, pomagając im w lokalizowaniu błędów w ich implementacjach standardów. Osobny zespół współpracuje także z firmą Adobe jako producentem narzędzi związanych z tworzeniem stron internetowych. Inne zespoły promują standardy wśród środowisk akademickich i społeczności internetowych.